# Колпины
Колпины — поселок в Клинцовском районе Брянской области в составе Рожновского сельского поселения.

## География
Находится в западной части Брянской области на расстоянии приблизительно 20 км на запад по прямой от вокзала железнодорожной станции Клинцы у берега реки Ипуть.

## История
Упоминается с 1920-х годов. На карте 1941 года показан как поселение с 43 дворами.

## Население
Численность населения: 180 человек (1926), 9 человек (2002), 1 человек (2010), 0 человек (2013).
Будет упразднен как фактически не существующий в связи с переселением всех жителей на постоянное место жительства в другие населённые пункты